# Fundo Soberano do Brasil
O Fundo Soberano do Brasil (FSB) foi um fundo público criado pela União por meio da "Lei federal nº 11.887, de 24 de dezembro de 2008", tendo sido publicada no Diário Oficial da União dois dias depois. 
Embora tenham sido destinados ao FSB, naquele mesmo mês,  um aporte de R$ 14,2 bilhões, por meio de títulos da dívida pública federal emitidos pela União, os objetivos buscados não puderam ser atingidos, especialmente devido a série de crises sofridas pelo Executivo federal durante o Governo Dilma. Em 2014, a economia brasileira foi atingida por uma crise econômica, acompanhada de uma crescente crise política, que já tinha se anunciado em meados do ano anterior, contexto que culminou no impeachment da então presidente Dilma. 
A pressão pelo equilíbrio das contas públicas se intensificou ano após ano, até que, em maio de 2018, quando o Governo Federal, então sob a presidência de Michel Temer, anunciou o resgate de R$ 3,5 bilhões do fundo, ocasião em que o Ministério da Fazenda informou, por meio de nota, que o dinheiro seria destinado ao caixa do Tesouro Nacional, a fim de ajudar no esforço do governo para atingir o equilíbrio fiscal. Os R$ 3,5 bilhões seriam somados aos R$ 23 bilhões já depositados, ficando reservados para pagamentos da dívida pública federal. Após o resgate, o saldo do FSB caiu para R$ 500 milhões, o que corresponde apenas 3,5% ,aproximadamente, do montante originamente aportado.
Menos de uma década depois de sua criação, o FSB foi finalmente extinto em 2019, por meio da edição da Medida Provisória n° 881/2019 (a chamada "MP da liberdade econômica") , que foi posteriormente convertida na "Lei federal nº 13.874/2019" (que levou nome quase idêntico ao da MP: "Declaração de Direitos de Liberdade Econômica").
Apesar do nome, o fundo brasileiro não era o que se conhece internacionalmente por "fundo soberano", tendo em vista que as características do FSB não correspondiam às características desse tipo de fundo, segundo critérios consolidados internacionalmente, como os Princípios de Santiago ("Santiago Principles") ou o Índice de Transparência Linaburg-Maduell ("Linaburg-Maduell Transparency Index"). 

## História
Criado por meio da Lei nº 11.887 de 2008 como uma reserva financeira de longo prazo para o governo, promover investimentos em ativos no Brasil e no exterior, formar poupança pública, fomentar projetos de interesse estratégico do País localizados no exterior e mitigar os efeitos dos cicl
os econômicos.
O FSB teve como aporte inicial a emissão de títulos do Tesouro Nacional totalizando cerca de R$ 14 bilhões, em 30 de dezembro de 2008.
Em junho de 2010, participou da oferta pública de distribuição de ações de emissão do Banco do Brasil. Em setembro do mesmo ano, adquiriu ações da Petrobras em duas oportunidades, incluindo a oferta pública feita pela companhia.
Em 2010, 80% do patrimônio do Fundo estava concentrado em ações da Petrobrás, adquiridos na capitalização feita para investimentos no pré-sal, num total de R$ 12 bilhões. Em julho do mesmo ano, o FSB também adquiriu títulos do Banco do Brasil.
Em 2012 e 2015, foram promovidas ações de resgate de recursos do FSB para cumprimentos de metas orçamentárias, no valor de 12,4 bilhões e 855 milhões, respectivamente. Os valores foram aplicados temporariamente em subconta específica do FSB na Conta Única do Tesouro Nacional (CTU).
Em maio de 2016, o governo federal anunciou o objetivo de extinguir o fundo e a utilização dos seus recursos para equilibrar as contas públicas. Foram realizadas operações de venda de ações do Banco do Brasil e de títulos públicos.
Em dezembro de 2017, o fundo contava com um patrimônio de R$ 26,5 bilhões, a maior parte alocada em recursos da Conta Única do Tesouro Nacional (CTU).
Em 2018, foram promovidas ações de resgate de recursos do FSB no valor de 3,5 bilhões. Os valores foram aplicados temporariamente em subconta específica do FSB na Conta Única do Tesouro Nacional (CTU).
Foi editada a Medida Provisória 830/18, extinguindo o Fundo Soberano do Brasil, com destinação dos recursos para pagamento da Dívida Pública Federal, mas a medida foi rejeitada pela Câmara dos Deputados, embora o fundo já tivesse sido esvaziado com a venda dos últimos lotes de ações do Banco do Brasil.
No ano seguinte, a Medida Provisória nº 881 de 2019 aprovada pela Congresso Nacional determinou a extinção do fundo.

## Objetivos
Nos termos da Lei nº 11.887, de 2008, o fundo foi criado com os seguintes objetivos:
- Mitigar os efeitos dos ciclos econômicos;[21]
- Formar poupança pública;[21]
- Promover investimentos em ativos no Brasil e no exterior; [21]
- Fomentar projetos de interesse estratégico do País localizados no exterior.[21]

Poderiam constituir recursos do FSB:
- Recursos do Tesouro Nacional correspondentes às dotações que lhe forem consignadas no orçamento anual;[21]
- Ações de sociedades de economia mista federal excedentes ao necessário para a manutenção de seu controle pela União ou outros bens com valor patrimonial;[21]
- Resultados de aplicações financeiras à sua conta;[21]
- Títulos da dívida pública mobiliária federal.[21]

O Fundo Fiscal de Investimentos e Estabilização (FFIE) era um fundo privado que funcionava como braço operacional do Fundo Soberano, administrado pelo Banco do Brasil e onde ficavam depositados recursos.
Os recursos do fundo ao longo da sua existência estiveram aplicados em ações da Petrobrás, do Banco do Brasil, títulos da dívida pública, além de rendimentos da Conta Única do Tesouro Nacional.